# Zjara
Zjara (Russisch: Жара, Nederlands: hitte) is een Russische romantische komediefilm uit 2006, geregisseerd door Rezo Gigineisjvili. De film is ook bekend onder de titel Heat.

## Verhaallijn
De vier jeugdvrienden Aleksej (een marinier), Kostja (een rijkeluiszoontje), Arthoer (een B-acteur) en Timati (een succesvolle rapper), ontmoeten elkaar tijdens de zomervakantie in Moskou. Wanneer ze klaar zijn met een etentje in een restaurant en willen betalen blijkt dat ze allen alleen Amerikaanse dollars op zak hebben, waarmee ze uiteraard niet kunnen betalen. De serveerster geeft ze de kans om het geld te wisselen en dezelfde dag de rekening te komen voldoen. Tijdens hun zoektocht naar een wisselkantoor maken ze allerlei avonturen mee.

## Rolverdeling
| Acteur                | Personage |
| --------------------- | --------- |
| Aleksej Tsjadov       | Aleksej   |
| Artoer Smoljaninov    | Artoer    |
| Agnija Ditkovskytė    | Nastja    |
| Konstantin Krjoekov   | Kostja    |
| Timoer Joenoesov      | Timati    |
| Deni Dadajev          | Deni      |
| Anastasia Kotsjetkova |           |